# Marko Bubanja
Marko Bubanja (* 16. Jänner 1996) ist ein österreichischer Judoka. Marko Bubanja kämpft für den Judoverein Galaxy Tigers. Er trägt den 2. Dan.

## Leben
Marko Bubanja begann seine Judo-Karriere beim Wiener Judoverein Vienna Samurai. 2012 belegte er bei den U17-Europameisterschaft Platz 2. 2014 und 2015 kämpft er für Vienna Samurai in der  1. Bundesliga. Im Jänner 2016 verlässt Bubanja seinen Verein um als Profisportler für sein Geburtsland Montenegro zu starten. Nach nur einem Jahr kündigt er allerdings wieder an nach Österreich zurückkehren zu wollen. Eine Abstimmung ÖJV-Vorstand Vorstands fiel allerdings gegen ihn aus. Ab 2018 startete Bubanja wieder für das österreichische Nationalteam und trainiert beim Verein Galaxy Judo Tigers.
Er nahm an den Europaspielen 2019 in Minsk sowohl in der Gewichtsklasse -90 kg als auch im Mixed-Team-Bewerb teil. Mit der Mannschaft holte er für Österreich gemeinsam mit Stephan Hegyi, Sabrina Filzmoser, Bernadette Graf, Lukas Reiter, Michaela Polleres und Katharina Tanzer die Bronze-Medaille.
Bubanja ist aktiver Sportler des Heeressportzentrums des Österreichischen Bundesheers. Als Heeressportler trägt er derzeit den Dienstgrad Gefreiter.
Er sammelte 294 Punkte im IJF Olympia Ranking und qualifizierte sich mit Rang 101 in seiner Gewichtsklasse nicht für die Sommerspiele in Tokyo.
Er sammelte 11 Punkte im IJF Olympia Ranking und qualifizierte sich mit Rang 278 in seiner Gewichtsklasse nicht für die Sommerspiele in Paris.

## Mannschaftsmeisterschaft
Ab dem Jahr 2016 startet Bubanja für die Galaxy Judo Tigers in der 1. Bundesliga. Während seiner Karriere sicherten sie sich bis jetzt 6 mal den österreichischen Staatsmeistertitel.